# Strada statale 324 del Passo delle Radici
La ex strada statale 324 del Passo delle Radici (SS 324), ora strada provinciale 324 R del Passo delle Radici (SP 324 R) in Emilia-Romagna e strada provinciale 72 del Passo delle Radici (SP 72) in Toscana, è una strada provinciale italiana che collega l'alta valle del Reno con la Garfagnana.

## Percorso
La strada ha origine a Silla (Gaggio Montano), distaccandosi da un tratto dismesso della strada statale 64 Porrettana e, con direzione ovest, segue il corso del fiume Silla, superando l'innesto della strada statale 623 del Passo Brasa e raggiungendo la località Lizzano in Belvedere. Prosegue con andamento tortuoso raggiungendo il Valico della Masera e, superato il torrente Dardagna, entra in provincia di Modena, attraversando i centri di Fanano, Sestola, Montecreto, Riolunato e Pievepelago, dove si sovrappone per un tratto alla strada statale 12 dir dell'Abetone e del Brennero. Il tracciato continua poi verso ovest raggiungendo, nei pressi di Frassinoro, l'innesto con la ex strada statale 486 di Montefiorino prima di valicare il passo delle Radici (1.529 m s.l.m), dove entra in Toscana. L'arteria prosegue verso sud, in direzione di Castiglione di Garfagnana e Castelnuovo di Garfagnana, dove termina innestandosi sulla ex strada statale 445 della Garfagnana. 
In seguito al decreto legislativo n. 112 del 1998, dal 2001 la gestione del tratto emiliano è passata dall'ANAS alla Regione Emilia-Romagna che ha provveduto al trasferimento dell'infrastruttura al demanio della Provincia di Bologna e alla Provincia di Modena per le tratte territorialmente competenti; la gestione del tratto toscano è passata dall'ANAS alla Regione Toscana che ha provveduto al trasferimento dell'infrastruttura al demanio della Provincia di Lucca. 
Dal 07/04/2021 la strada è stata riconsegnata parzialmente ad ANAS, in attuazione del DPCM 21/11/2019 (piano "Rientro strade - seconda tranche") per i seguenti tratti: in provincia di Bologna, dall'innesto con la SS64 a Silla (km 0+000) all'innesto con la SS623 a Crociale (km 4+000); in provincia di Modena, dall'innesto ex SP40 "di Vaglio" (km 53+430) all'innesto con la SS12 a Pievepelago (km 61+730).
Strada particolarmente apprezzata dai mototuristi, in virtù dei paesaggi spettacolari che attraversa e delle innumerevoli curve.